# IHF Cup 1984-1985 (pallamano maschile)
La IHF Cup 1984-1985 è stata la 4ª edizione del terzo torneo europeo di pallamano maschile per ordine di importanza dopo la Coppa dei Campioni e la Coppa delle Coppe. È stata organizzata dall'International Handball Federation, la federazione internazionale di pallamano. La competizione è iniziata nell'ottobre 1984 e si è conclusa ad aprile 1985.
Il torneo è stato vinto dalla compagine rumena dell'HC Minaur Baia Mare per la 1ª volta nella sua storia.

## Risultati

### Primo turno
| Squadra 1           | Squadra 2    | Andata    | Ritorno  | Totale  |
| ------------------- | ------------ | --------- | -------- | ------- |
| HC Minaur Baia Mare | ITU Istanbul | Baia Mare | Istanbul | 86 - 49 |
| HC Minaur Baia Mare | ITU Istanbul | 45 - 17   | 41 - 32  | 86 - 49 |

### Ottavi di finale
| Squadra 1           | Squadra 2                      | Andata                     | Ritorno    | Totale        |
| ------------------- | ------------------------------ | -------------------------- | ---------- | ------------- |
| HC Minaur Baia Mare | Helsingor IF                   | Baia Mare                  | Elsinore   | 58 - 44       |
| HC Minaur Baia Mare | Helsingor IF                   | 32 - 25                    | 26 - 19    | 58 - 44       |
| SC DHfK Lipsia      | Lokomotiv Trnava               | Lipsia                     | Trnava     | 38 - 38 (gfc) |
| SC DHfK Lipsia      | Lokomotiv Trnava               | 23 - 19                    | 15 - 19    | 38 - 38 (gfc) |
| USAM Nîmes          | Handballclub Fivers Margareten | Nîmes                      | Vienna     | 36 - 39       |
| USAM Nîmes          | Handballclub Fivers Margareten | 21 - 17                    | 15 - 22    | 36 - 39       |
| Valur               | Ystad IF                       | Reykjavík                  | Ystad      | 39 - 40       |
| Valur               | Ystad IF                       | 20 - 17                    | 19 - 23    | 39 - 40       |
| Sporting Neerpelt   | Hapoel Rehovot                 | Neerpelt                   | Rehovot    | 40 - 25       |
| Sporting Neerpelt   | Hapoel Rehovot                 | 19 - 15                    | 21 - 10    | 40 - 25       |
| CB Calpisa Alicante | SC Pick Szeged                 | Alicante, 18 novembre 1984 | Seghedino  | 62 - 55       |
| CB Calpisa Alicante | SC Pick Szeged                 | 29 - 24                    | 33 - 31    | 62 - 55       |
| TUSEM Essen         | Proleter Zrenjanin             | Essen                      | Zrenjanin  | 38 - 39       |
| TUSEM Essen         | Proleter Zrenjanin             | 21 - 16                    | 17 - 23    | 38 - 39       |
| TV Zofingen         | ZTR Zaporižžja                 | Zofingen                   | Zaporižžja | 9 - 17        |
| TV Zofingen         | ZTR Zaporižžja                 | 9 - 17                     | n.d.       | 9 - 17        |

### Quarti di finale
| Squadra 1                      | Squadra 2          | Andata                      | Ritorno                    | Totale  |
| ------------------------------ | ------------------ | --------------------------- | -------------------------- | ------- |
| HC Minaur Baia Mare            | Lokomotiv Trnava   | Baia Mare                   | Trnava                     | 69 - 51 |
| HC Minaur Baia Mare            | Lokomotiv Trnava   | 37 - 22                     | 32 - 29                    | 69 - 51 |
| Handballclub Fivers Margareten | Ystad IF           | Vienna, 25 gennaio 1985     | Vienna, 27 gennaio 1985    | 39 - 36 |
| Handballclub Fivers Margareten | Ystad IF           | 16 - 17                     | 23 - 19                    | 39 - 36 |
| CB Calpisa Alicante            | Sporting Neerpelt  | Alicante, 14 gennaio 1985   | Neerpelt, 27 gennaio 1985  | 59 - 46 |
| CB Calpisa Alicante            | Sporting Neerpelt  | 36 - 17                     | 23 - 29                    | 59 - 46 |
| ZTR Zaporižžja                 | Proleter Zrenjanin | Zaporižžja, 26 gennaio 1985 | Zrenjanin, 2 febbraio 1985 | 47 - 43 |
| ZTR Zaporižžja                 | Proleter Zrenjanin | 33 - 16                     | 28 - 25                    | 47 - 43 |

### Semifinali
| Squadra 1           | Squadra 2                      | Andata     | Ritorno  | Totale  |
| ------------------- | ------------------------------ | ---------- | -------- | ------- |
| HC Minaur Baia Mare | Handballclub Fivers Margareten | Baia Mare  | Vienna   | 65 - 44 |
| HC Minaur Baia Mare | Handballclub Fivers Margareten | 37 - 19    | 28 - 25  | 65 - 44 |
| ZTR Zaporižžja      | CB Calpisa Alicante            | Zaporižžja | Alicante | 48 - 35 |
| ZTR Zaporižžja      | CB Calpisa Alicante            | 27 - 16    | 21 - 19  | 48 - 35 |

### Finale
| Squadra 1           | Squadra 2      | Andata    | Ritorno    | Totale  |
| ------------------- | -------------- | --------- | ---------- | ------- |
| HC Minaur Baia Mare | ZTR Zaporižžja | Baia Mare | Zaporižžja | 36 - 35 |
| HC Minaur Baia Mare | ZTR Zaporižžja | 22 - 17   | 14 - 18    | 36 - 35 |

## Campioni
| Vincitore della IHF Cup 1984-1985 |
| --------------------------------- |
| HC Minaur Baia Mare 1º titolo     |